# Cassephyra perampla
Cassephyra perampla là một loài bướm đêm trong họ Geometridae.